# 和平街道 (沿河县)
和平街道，是中华人民共和国贵州省铜仁市沿河土家族自治县下辖的一个街道办事处，原名祐溪鎮，解放後改為紅旗鎮，後改為和平鎮。
2015年1月23日，贵州省人民政府批复同意沿河县乡镇行政区划调整，新设置的和平街道辖原和平镇枫香村、大坪村、南山村、劳联村、山坪村、迎将桥社区、丁字口社区、花花桥社区和原黑獭乡虎头村、大溪村以及原淇滩镇联桥村。

## 行政区划
和平街道下辖以下地区：
花花桥社区、丁字口社区、迎将桥社区、南山村、劳联村、大坪村、山坪村、枫香村、联桥村、虎头村和大溪村。

## 中国传统村落
2013年8月，大溪村被评为第二批中国传统村落。